# Enrique Santos Montejo
Enrique Santos Montejo, noto anche con lo pseudonimo di Calibán (Bogotà, 15 luglio 1886 – Bogotà, 28 settembre 1971), è stato un giornalista colombiano.

## Biografia
Dopo aver vissuto a Bogotà e Caracas, dedicandosi alla cultura, ritornò a Tunja per lavorare come commerciante. Nel 1909, fondò il settimanale La Linterna, attraverso cui fece campagna attiva a favore del liberalismo in una delle città più conservatrici della Colombia.
Nel 1919, fu costretto a chiudere la rivista, ma nello stesso anno fu chiamato da suo fratello Eduardo, all'epoca proprietario di El Tiempo. Qui lavorò inizialmente come giornalista e traduttore, diventando poi capo-redazione e vice direttore fra il 1925 e il 1937.
Fra il 1919 e il 1923 e nuovamente dal 1932 fino al 1970, curò la rubrica La Danza de las Horas (in italiano, "La danza delle ore"), che divenne una delle più importanti del giornalismo d'opinione colombiano.
Fu eletto senatore nel 1939 e fu successivamente nominato Ambasciatore in Cile nel 1949.

## Premi
- Premio Maria Moors Cabot: 1940[3]